# Zvoriştea
Zvoriştea é uma comuna romena localizada no distrito de Suceava, na região de Moldávia. A comuna possui uma área de 67.14 km² e sua população era de 6164 habitantes segundo o censo de 2007.